# Họ Cá tầm
Họ Cá tầm (tên khoa học Acipenseridae) là một họ cá vây tia trong bộ Acipenseriformes, bao gồm 25 loài cá trong các chi Acipenser, Huso, Scaphirhynchus, và Pseudoscaphirhynchus. Họ Cá tầm được xem là một nhóm "cá nguyên thủy" là các đặc điểm hình thái của chúng hầu như không đổi nếu so với các hóa thạch.
Cá tầm sống ở các con sông, hồ, đường bời biển vùng cận nhiệt đới, ôn đới và cận hàn đới, tại lục địa Á-Âu và Bắc Mỹ. Chúng có kích thước lớn 7–12 feet (2-3½ m) là thông thường, và vài loài có thể phát triển tới 18 foot (5,5 m). Hầu hết là sinh vật đáy ngược sông để đẻ trứng trong vùng châu thổ và cửa sông.

## Phân loại
- Phân họ Acipenserinae
  - Chi Acipenser: Cá tầm
    - Acipenser baerii
      - Acipenser baerii baerii: cá tầm Siberi
      - Acipenser baerii baicalensis: cá tầm Baikal

    - Acipenser brevirostrum: cá tầm mũi ngắn
    - Acipenser dabryanus: cá tầm Dương Tử
    - Acipenser fulvescens: cá tầm hồ
    - Acipenser gueldenstaedtii: cá tầm Nga
    - Acipenser medirostris: cá tầm xanh lục
    - Acipenser mikadoi: cá tầm Sakhalin
    - Acipenser multiscutatus: cá tầm Nhật Bản
    - Acipenser naccarii: cá tầm Adriatic
    - Acipenser nudiventris: cá tầm râu tua
    - Acipenser oxyrinchus
      - Acipenser oxyrinchus desotoi: cá tầm vịnh
      - Acipenser oxyrinchus oxyrinchus: cá tầm Đại Tây Dương

    - Acipenser persicus: cá tầm Ba Tư
    - Acipenser ruthenus: cá tầm nhỏ (cá tầm sông Danube)
    - Acipenser schrenckii: cá tầm sông Amur
    - Acipenser sinensis: cá tầm Trung Quốc
    - Acipenser stellatus: cá tầm sao
    - Acipenser sturio: cá tầm châu Âu (cá tầm Baltic)
    - Acipenser transmontanus: cá tầm trắng

  - Chi Huso
    - Huso huso: cá tầm Beluga
    - Huso dauricus: cá tầm Kaluga
- Phân họ Scaphirhynchinae
  - Chi Scaphirhynchus
    - Scaphirhynchus albus: cá tầm da vàng nhợt
    - Scaphirhynchus platorynchus: cá tầm mũi xẻng
    - Scaphirhynchus suttkusi: cá tầm Alabama

  - Chi Pseudosaphirhynchus
    - Pseudoscaphirhynchus hermanni: cá tầm lùn
    - Pseudoscaphirhynchus fedtschenkoi: cá tầm Syr Darya
    - Pseudoscaphirhynchus kaufmanni: cá tầm Amu Darya